# Janez Nepomuk Kalister
Janez Nepomuk Kalister, slovenski poslovnež in mecen ,* 9. maj 1806, Slavina, Avstrijsko cesarstvo, † 17. december 1864, Trst, Avstrijsko cesarstvo.

## Življenjepis
Rodil se je 9. maja 1806 v Slavini pri Postojni. Šol ni obiskoval in se je ukvarjal s kmetovanjem. Kljub temu da kaj več kot svojega imena in priimka ni znal zapisati, pa se je z delavnostjo, bistrostjo in varčnostjo dokopal do velikanskega premoženja.
Že 15-leten je začel trgovati z žitom in usnjem, v Ljubljani, kjer je nabavljal žito in usnje ter to prodajal, dobiček pa pametno obračal. Pozneje je dobavljal seno in oves za kobilarni v Lipici in Prestranku.
Bolj kot s trgovanjem pa je njegovo premoženje raslo z dobički iz finančnih poslov, na primer z jemanjem v štant (zakup) cestnine, užitnine, davkov, danes je to znano kot trošarine, na vseh koncih cesarstva pa tudi na Ogrskem in v Italiji. Zasluženo je zelo pametno vlagal v nove posle in dejavnosti. Postojnska graščina Mühlhofen (Mlinski dvor) je okrog leta 1840 postala njegova last. Približno v tistem času je kupil svojo prvo hišo v Trstu in se nekaj kasneje tja tudi preselil. Naglo se je povzpel med najbogatejše meščane in Slovence. V Trstu investiral deleže v nakup ladij, imel je predilnico bombaža, barvarno, ukvarjal se je s posojilno dejavnostjo itd. V dvajsetih letih naj bi si  pridobil več milijonov goldinarjev premoženja, nekateri so omenjali celo šest ali sedem milijonov, ki so se množili tudi po njegovi smrti.
Umrl je 17. decembra 1864 v Trstu. Tržačani so Kalistra zelo spoštovali. Na dan njegovega pogreba se je v ulici Via Torente (današnja Ul. Carducci), kjer je stanoval, zbralo na tisoče ljudi, med njimi 80 duhovnikov. Do sv. Justa ga je spremljala množica pogrebcev. Oznanilo o njegovi smrti so natisnili v slovenskem, italijanskem in nemškem jeziku. Pokopali so ga na pokopališče pri sv. Ani; njegov nagrobnik naj bil prvi z napisom v slovenskem jeziku. Ker je ostal brez potomcev, je premoženje zapustil nečakoma Francu Kalistru in Josipu Gorupu . Že prej ju je pomagal izšolati in tako sta uspešno prevzela stričeve posle in nadaljevala njegovo delo.
Kalister je bil vseskozi zaveden Slovenec. Veliko svojega premoženja je daroval za cerkev v Slavini, podpiral in spodbujal je živinorejce in sadjerejce na Pivškem in zanje ustanovil posebne sklade, s štipendijami je pomagal dijakom in študentom iz revnejših družin. Skupaj z ženo Marijo s katero se je poročil pri 18-stih, rojeno v Kočah, sta podpirala  tudi gradnjo šol, skrbela za prenovo cerkva, izgradnjo vodnjakov, prebivalcem na Pivškem, ki so se znašli v raznih stiskah, ki so jih prizadeli požari in druge nesreče ter ubogim nasploh pa sta finančno pomagala.

## Oporoka
O njegovi smrti in oporoki je obširno poročalo tedanje časopisje. Glavnino premoženja je zapustil nečakoma. Ostalo pa vdovi Mariji je zapustil tri hiše v Trstu, stanovanje v kateri koli od njegovih drugih hiš, 20.000 goldinarjev letnega užitka, veliko zlata in srebra, vso hišno opremo in polovico čistega dohodka od tovarne v Ajdovščini. Dalje devetim bližnjim sorodnikom je zapustil  po 50.000 goldinarjev, živečim  bratrancem vsakemu po 500, svojim služabnikom več kot 14.000 goldinarjev, kmetom nekdanjega postojnskega okrožja, ki so mu kar koli dolgovali, pa je odpustil ves dolg. Ostalim je zapustil manjše dediščine ali imetja, rojstni vasi je zapustil obresti 20.000 goldinarjev, ki se morajo na večne čase tako deliti, da vsaka hišna številka dobi svoj del, enako oporoko pa je naredil tudi za Koče. Vsem drugim vasem slavinske župnije je v oporoki skupno namenil kar 50.000 goldinarjev.
Pozabil ni niti na revne dijake in študente na Kranjskem s pripombo, da je treba še posebno skrbeti za Notranjce. Tem je namenil kar 40.000 goldinarjev za 10 štipendij. Katoliški sirotišnici v Trstu in Ljubljani sta prejeli po 3000 goldinarjev, postojnska bolnišnica tisoč, revnim tržaškim in ljubljanskim vdovam so razdelili 2000 goldinarjev, slavinska cerkev jih je prejela 2000 in še 400 za maše. 
Dohodke od glavnice 80.000 goldinarjev pa naj bi do smrti njegove žene namenili ubogim iz postojnske in slavenske župnije. Zapisati je dal tudi to, da se ne sme izterjati noben dolg, ki znaša manj kot 1000 goldinarjev, dokler lastnik plačuje štiriodstotne obresti. To so bile le pomembnejše točke oporoke in le nekaj dobrih del, ki sta jih Kalister in njegova žena namenila rojakom.
Še do konca prve svetovne vojne so se v cerkvi v rodni vasi ob majskem godu Janeza Nepomuka delile premije iz obresti glavnice, ki jo je za pospešitev živinoreje in sadjarstva namenil Janez Kalister. Tu so delili tudi obresti hišne ustanove, iz katere je bila vsako leto obdarjena vsaka hiša v župniji. Premoženje se je torej množilo in razdajalo tudi po njegovi smrti v Kočah, Postojni, celotni Pivški kotlini pa tudi v Trstu in na Reki.